# Gran Premi Abimota
El Gran Premi Abimota (en portuguès Grande Prémio Abimota), és una competició ciclista per etapes que es disputa anualment per les carreteres portugueses. La cursa es creà el 1977 amb el nom de Gran Premi Duas Rodas. Dos anys després adoptà el nom actual.

## Palmarès
| Any     | Vencedor                 | Segon                         | Tercer                     |
| ------- | ------------------------ | ----------------------------- | -------------------------- |
| 1977    | Flávio Henriques         |                               |                            |
| 1978    | Fernando Mendes          | Marco Chagas                  | Adelino Teixeira           |
| 1979    | Firmino Bernardino       |                               |                            |
| 1980    | António Alves            |                               |                            |
| 1981    | Adelino Teixeira         |                               |                            |
| 1982    | Adelino Teixeira         |                               |                            |
| 1983    | António Alves            |                               |                            |
| 1984    | António Pinto            |                               |                            |
| 1985    | José Amaro               |                               |                            |
| 1986    | António Pinto            |                               |                            |
| 1987    | Joaquim Gomes            |                               |                            |
| 1988-89 | No disputat              | No disputat                   | No disputat                |
| 1990    | Fernando Batista         |                               |                            |
| 1991    | Joaquim Adrego Andrade   | Antonio Rodrigues             |                            |
| 1992    | Luís Santos              |                               |                            |
| 1993    | Fernando Carvalho        | Joaquim Alberto Dias Salgado  | Carlos Alberto Silva Marta |
| 1994    | Youri Sourkov            | Paulo Jorge de Moura Ferreira | Jorge Mendes Carvalho      |
| 1995    | Romes Gainetdinov        | Paulo Ferreira                | Vidal Fitas                |
| 1996    | Delmino Pereira          |                               |                            |
| 1997    | José Azevedo             | Joaquim Gomes                 | Joaquim Sampaio            |
| 1998    | Joaquim Adrego Andrade   | Carlos Carneiro               | Carlos Marta               |
| 1999    | Rui Lavarinhas           | José Azevedo                  | Vítor Gamito               |
| 2000    | Gustavo Otero            | Michele Laddomada             | Luis Javier Castellano     |
| 2001    | Joaquim Sampaio          | Nuno Silva                    | David García Dapena        |
| 2002    | Nuno Ribeiro             | Pedro Miguel Lopes            | Francisco Pérez            |
| 2003    | Vicente Reynés           | David García Dapena           | Gustavo Domínguez          |
| 2004    | Pedro Soeiro             | Claudio Faria                 | Luís Miguel Sarreira       |
| 2005    | Célio Sousa              | Jordi Grau                    | Pedro Soeiro               |
| 2006    | Tiago Machado            | Ricardo Mestre                | José Ramón Troncoso        |
| 2007    | Vítor Rodrigues          | Claudio Faria                 | Heldér Oliveira            |
| 2008    | Filipe Cardoso           | Francisco José Pacheco        | Pedro Soeiro               |
| 2009    | Joaquim Sampaio          | Hernâni Brôco                 | José Mendes                |
| 2010    | Annul·lat                | Annul·lat                     | Annul·lat                  |
| 2011    | Edgar Pinto              | César Fonte                   | António Amorim             |
| 2012    | Moisés Dueñas            | Joni Brandão                  | António Carvalho           |
| 2013    | Sérgio Ribeiro           | Jorge Martín Montenegro       | Filipe Cardoso             |
| 2014    | Eduard Prades            | Arkaitz Durán                 | César Fonte                |
| 2015    | David de la Fuente       | Amaro Antunes                 | Samuel Caldeira            |
| 2016    | Filipe Cardoso           | Ivo Oliveira                  | Tomas Vaitkus              |
| 2017    | Vicente García de Mateos | Filipe Cardoso                | César Fonte                |